# Iris motion graphics
Iris motion graphics（アイリス・モーション・グラフィックス）は、主にアダルトゲームやコンシューマーゲームの映像作品を制作しているムービー制作ブランド。Tsukune.が主宰している。
本ブランドが制作に携わった作品は、ユーザーによる主要な美少女ゲームランキングの映像部門において、複数回のランクインを果たしている。

## 経緯
かつてTsukune.は「捏音たむ」（つくね-）名義にて神藝工房でMADムービー制作を行っていたが、神藝工房の解散に伴い独立。その後Tsukune.はブランド「Iris motion graphics」を立ち上げ、現在までアダルトゲームやコンシューマーゲームのOPムービー、プロモーションムービー等を制作している。

## 人物・作風
本節ではIris motion graphicsを主宰するTsukune.について述べる。9月17日生まれ。アメリカの大学に通っていた当時、知人に影響を受けてMADムービーの制作を嗜んでいた。Tsukune.の作品を観たアダルトゲームブランド「GROOVER」のプロデューサー、竹内博が声をかけたことをきっかけに、外注としてゲーム『グリーングリーン』の制作に関わることとなった。
制作にあたっては絵コンテを用いない。編集技術をあくまで踏み台として考え、作品の伝えたいメッセージをなるべく表現し、そのうえに自らの個性を追加する手法をとっている。また、美少女ゲームというジャンルに興味の無い視聴者にも関心をもってもらえるような作品制作を重視している。作業環境（2002年当時）はWindows機2台で、1台をレンダリング用、もう1台を作業用として利用している。

## 反響

### ランキング
Iris motion graphicsが制作を行った映像作品群について、関連する主要なランキングについて言及する。担当作品およびその制作内容については後述の節を参考にされたい。2003年から2010年までベクターが運営していた美少女ゲーム情報サイト「Galge.com」では、無料配信された各データの年間ダウンロード数を集計し、その結果をもとに順位を決定するランキングが発表されていた。そのうちの2007年デモムービー部門において『長靴をはいたデコ』のデモムービーが15位を獲得した。
また、美少女ゲームサイト「Getchu.com」においても2003年より毎年発売された作品について、ユーザーによる投票数から各部門のランキングを発表しており、2007年までの映像部門および2008年からのムービー部門についてランクインした作品が多数ある。2004年には『SHUFFLE!』は2位、『はるのあしおと』は4位、『Canvas2 〜茜色のパレット〜』は8位、『Soul Link』は19位を記録、2006年に『ef - the first tale.』は2位、『Really? Really!』は9位となった。さらに2008年のside Whiteにおいて『ef - the latter tale.』が1位、続いて『FORTUNE ARTERIAL』が2位となり、2009年でも『eden*』が1位を、『俺たちに翼はない』が3位に位置している。2012年には『すぴぱら STORY#01 - Spring Has Come!』が2位、『はつゆきさくら』が7位にランクインしている。

### 批評
キルタイムコミュニケーションより2002年に発行された美少女ゲーム誌『美少女ゲームマニアックス3』には、Iris motion graphicsが制作を担当した『グリーングリーン』デモムービーの批評が掲載された。「いきなり重々しい男性のナレーションから始まる珍しいデモだが、その内容はポップな主題歌をベースにした、ノリのよい作品」と評価し、全シーンにさりげなく緑を配置した演出については「タイトルやゲームのテーマに沿っているため」と推測した上、センスがある・「秀逸」とした。「誰もが懐かしくなるような緑溢れる夏と青春の日々の雰囲気をうまく表現している」と概して高評価だったが、「ちょっと煽り文句が興ざめなところ」を欠点に挙げている。

## 担当作品
注記のないものはOP担当。

### 映像制作

#### 一般向け
- Wind -a breath of heart-（DC）
- PHANTOM OF INFERNO（PS2）
- 機神咆吼デモンベイン（PS2）
- 君が望む永遠（DC）
- 咎狗の血 True Blood（PS2）

（以上5作の出典：）

#### アーケードゲーム
- BLAZBLUE -CALAMITY TRIGGER-
- BLAZBLUE -CONTINUUM SHIFT-

（以上2作の出典：）

#### アダルトゲーム
| - グリーングリーン - 木漏れ日の並木道 - Gonna Be?? - そよかぜのおくりもの - 十六夜れんか - 朱 -Aka- - 魔女っ娘ア・ラ・モード - Kissing!! under the mistletoe - SHUFFLE! - Canvas2 〜茜色のパレット〜 - CARNIVAL - はるのあしおと - ED担当。 - グリーングリーン2 恋のスペシャルサマー - そよかぜのおくりもの -Wind Pleasurable Box- - DVD版アニメーションエンドロールを担当。 - Soul Link - 塵骸魔京 - 魔女っ娘ア・ラ・モード2 - グリーングリーン3 ハローグッバイ - 最果てのイマ - Tick!Tack! | - 蠅声の王 - 蠅声の王 シナリオII - エーデルワイス - Really? Really! - キラ☆キラ - 長靴をはいたデコ - Bullet Butlers - DEARDROPS - ef - the first tale. - 3D技監を担当。 - ef - the latter tale. - 同上。 - eden* - ロンド・リーフレット - FORTUNE ARTERIAL - 俺たちに翼はない - 2nd OP担当。 - 俺たちに翼はない AfterStory - 電激ストライカー - はつゆきさくら - すぴぱら STORY#01 - Spring Has Come! - 超電激ストライカー （以上39作の出典：） |

### エフェクト制作
- 少女魔法学リトルウィッチロマネスク - 一部のみ。
- ヴァルキリーコンプレックス - 一部のみ。

（以上2作の出典：）

### 書籍
- 「デモムービーで駆け抜けろ！」『美少女ゲームマニアックス3』キルタイムコミュニケーション、2002年、60 - 63頁。ISBN 978-4-86032-031-7。

### 雑誌記事
- 「Wind -a breath of heart- CONTENTS #1 CREATOR'S INTERVIEW#1 新海誠×Tsukune」『RASPBERRY』第4号、ソフトバンクパブリッシング、32 - 33頁、2002年。
- Vector ベクトルのある風景 Answer to Tsukune.「発売直前！ 巻頭12ページ大特集!! SHUFFLE!」『RASPBERRY』第13号、ソフトバンクパブリッシング、16 - 17頁、2003年。